# 能津村
能津村（のうづむら）は、高知県高岡郡にあった村。現在の日高村の岩目地・九頭を除く北半、仁淀川の右岸にあたる。

## 地理
- 山岳：清宝山
- 河川：仁淀川

## 歴史
- 1889年（明治22年）4月1日 - 町村制の施行により、近世以来の能津村が単独で自治体を形成。大字は設置せず。
- 1896年（明治29年） - 大字名越屋・本村・大花・柱谷・鴨地・長畑・宮ノ谷を設置。
- 1954年（昭和29年）10月15日 - 日下村および加茂村の一部（大字岩目地・九頭）が合併して日高村が発足。同日能津村廃止。

## 交通

### 鉄道路線
村域を日本国有鉄道の土讃線が通過したが、駅は所在しなかった。現在は旧村域に岡花駅が所在するが、当時は未開業。

### 道路
- 国道33号

## 出身著名人
- 町田旦竜（衆議院議員、医師）